# Grande Prêmio da Grã-Bretanha de 1983
Resultados do Grande Prêmio da Grã-Bretanha de Fórmula 1 realizado em Silverstone em 16 de julho de 1983. Nona etapa do campeonato, foi vencido pelo francês Alain Prost, da Renault, com Nelson Piquet em segundo pela Brabham-BMW e Patrick Tambay em terceiro pela Ferrari.

## Classificação da prova

### Treinos oficiais
| Pos.    | Nº | Piloto             | Equipe            | Q1        | Q2       | Grid    |
| ------- | -- | ------------------ | ----------------- | --------- | -------- | ------- |
| 1       | 28 | René Arnoux        | Ferrari           | 1:10.436  | 1:09.462 | —       |
| 2       | 27 | Patrick Tambay     | Ferrari           | 1:10.874  | 1:10.104 | + 0.642 |
| 3       | 15 | Alain Prost        | Renault           | 1:10.170  | 1:10.808 | + 0.708 |
| 4       | 11 | Elio de Angelis    | Lotus-Renault     | 1:10.771  | 1:11.114 | + 1.309 |
| 5       | 6  | Riccardo Patrese   | Brabham-BMW       | 1:11.246  | 1:10.881 | + 1.419 |
| 6       | 5  | Nelson Piquet      | Brabham-BMW       | 1:11.098  | 1:10.933 | + 1.471 |
| 7       | 16 | Eddie Cheever      | Renault           | 1:11.055  | 1:11.520 | + 1.593 |
| 8       | 9  | Manfred Winkelhock | ATS-BMW           | 1:13.493  | 1:11.687 | + 2.225 |
| 9       | 22 | Andrea de Cesaris  | Alfa Romeo        | 1:13.163  | 1:12.150 | + 2.688 |
| 10      | 35 | Derek Warwick      | Toleman-Hart      | 1:12.528  | 1:12.541 | + 3.066 |
| 11      | 23 | Mauro Baldi        | Alfa Romeo        | 1:14.006  | 1:12.860 | + 3.398 |
| 12      | 36 | Bruno Giacomelli   | Toleman-Hart      | 1:13.792  | 1:13.422 | + 3.960 |
| 13      | 1  | Keke Rosberg       | Williams-Ford     | 1:13.755  | —        | + 4.293 |
| 14      | 40 | Stefan Johansson   | Spirit-Honda      | 1:15.535  | 1:13.962 | + 4.500 |
| 15      | 8  | Niki Lauda         | McLaren-Ford      | 1:14.267  | 1:15.118 | + 4.805 |
| 16      | 3  | Michele Alboreto   | Tyrrell-Ford      | 1:14.651  | 1:14.970 | + 5.189 |
| 17      | 30 | Thierry Boutsen    | Arrows-Ford       | 1:14.964  | 1:15.686 | + 5.502 |
| 18      | 12 | Nigel Mansell      | Lotus-Renault     | 1:16.377  | 1:15.133 | + 5.671 |
| 19      | 29 | Marc Surer         | Arrows-Ford       | 1:15.135  | 1:15.350 | + 5.673 |
| 20      | 2  | Jacques Laffite    | Williams-Ford     | 1:15.234  | 1:16.762 | + 5.772 |
| 21      | 33 | Roberto Guerrero   | Theodore-Ford     | 1:15.441  | 1:15.317 | + 5.855 |
| 22      | 26 | Raul Boesel        | Ligier-Ford       | 1:15.386  | 1:16.134 | + 5.924 |
| 23      | 4  | Danny Sullivan     | Tyrrell-Ford      | 1:15.449  | 1:16.347 | + 5.987 |
| 24      | 7  | John Watson        | McLaren-Ford      | 1:15.609  | 1:16.091 | + 6.147 |
| 25      | 25 | Jean-Pierre Jarier | Ligier-Ford       | 1:15.383† | 1:15.767 | + 6.305 |
| 26      | 32 | Piercarlo Ghinzani | Osella-Alfa Romeo | 1:17.162  | 1:16.544 | + 7.082 |
| 27      | 34 | Johnny Cecotto     | Theodore-Ford     | 1:16.714  | 1:16.786 | + 7.252 |
| 28      | 31 | Corrado Fabi       | Osella-Alfa Romeo | 1:20.400  | 1:17.594 | + 8.132 |
| 29      | 17 | Kenny Acheson      | RAM-Ford          | 1:19.267  | 1:18.103 | + 8.641 |
| Fontes: |    |                    |                   |           |          |         |

- † — Tempo anulado.

### Corrida
| Pos.    | Nº | Piloto             | Construtor        | Voltas | Tempo/Diferença          | Grid | Pontos |
| ------- | -- | ------------------ | ----------------- | ------ | ------------------------ | ---- | ------ |
| 1       | 15 | Alain Prost        | Renault           | 67     | 1:24:39.780              | 3    | 9      |
| 2       | 5  | Nelson Piquet      | Brabham-BMW       | 67     | + 19.161                 | 6    | 6      |
| 3       | 27 | Patrick Tambay     | Ferrari           | 67     | + 26.246                 | 2    | 4      |
| 4       | 12 | Nigel Mansell      | Lotus-Renault     | 67     | + 38.952                 | 18   | 3      |
| 5       | 28 | René Arnoux        | Ferrari           | 67     | + 58.874                 | 1    | 2      |
| 6       | 8  | Niki Lauda         | McLaren-Ford      | 66     | + 1 volta                | 15   | 1      |
| 7       | 23 | Mauro Baldi        | Alfa Romeo        | 66     | + 1 volta                | 11   |        |
| 8       | 22 | Andrea de Cesaris  | Alfa Romeo        | 66     | + 1 volta                | 9    |        |
| 9       | 7  | John Watson        | McLaren-Ford      | 66     | + 1 volta                | 24   |        |
| 10      | 25 | Jean-Pierre Jarier | Ligier-Ford       | 65     | + 2 voltas               | 25   |        |
| 11      | 1  | Keke Rosberg       | Williams-Ford     | 65     | + 2 voltas               | 13   |        |
| 12      | 2  | Jacques Laffite    | Williams-Ford     | 65     | + 2 voltas               | 20   |        |
| 13      | 3  | Michele Alboreto   | Tyrrell-Ford      | 65     | + 2 voltas               | 16   |        |
| 14      | 4  | Danny Sullivan     | Tyrrell-Ford      | 65     | + 2 voltas               | 23   |        |
| 15      | 30 | Thierry Boutsen    | Arrows-Ford       | 65     | + 2 voltas               | 17   |        |
| 16      | 33 | Roberto Guerrero   | Theodore-Ford     | 64     | + 3 voltas               | 21   |        |
| 17      | 29 | Marc Surer         | Arrows-Ford       | 64     | + 3 voltas               | 19   |        |
| Ret     | 9  | Manfred Winkelhock | ATS-BMW           | 49     | Motor                    | 8    |        |
| Ret     | 26 | Raul Boesel        | Ligier- Ford      | 48     | Suspensão                | 22   |        |
| Ret     | 32 | Piercarlo Ghinzani | Osella-Alfa Romeo | 46     | Sistema de abastecimento | 26   |        |
| Ret     | 35 | Derek Warwick      | Toleman-Hart      | 27     | Câmbio                   | 10   |        |
| Ret     | 6  | Riccardo Patrese   | Brabham-BMW       | 9      | Turbo                    | 5    |        |
| Ret     | 40 | Stefan Johansson   | Spirit-Honda      | 5      | Sistema de abastecimento | 14   |        |
| Ret     | 16 | Eddie Cheever      | Renault           | 3      | Motor                    | 7    |        |
| Ret     | 36 | Bruno Giacomelli   | Toleman-Hart      | 3      | Turbo                    | 12   |        |
| Ret     | 11 | Elio de Angelis    | Lotus-Renault     | 1      | Turbo                    | 4    |        |
| DNQ     | 34 | Johnny Cecotto     | Theodore- Ford    |        |                          |      |        |
| DNQ     | 31 | Corrado Fabi       | Osella-Alfa Romeo |        |                          |      |        |
| DNQ     | 17 | Kenny Acheson      | RAM- Ford         |        |                          |      |        |
| Fontes: |    |                    |                   |        |                          |      |        |

## Tabela do campeonato após a corrida
| Pos.    | Piloto         | Pontos |
| ------- | -------------- | ------ |
| 1       | Alain Prost    | 39     |
| 2       | Nelson Piquet  | 33     |
| 3       | Patrick Tambay | 31     |
| 4       | Keke Rosberg   | 25     |
| 5       | René Arnoux    | 19     |
| Fontes: |                |        |

| Pos.    | Equipe        | Pontos |
| ------- | ------------- | ------ |
| 1       | Renault       | 53     |
| 2       | Ferrari       | 50     |
| 3       | Williams-Ford | 35     |
| 4       | Brabham-BMW   | 33     |
| 5       | McLaren-Ford  | 27     |
| Fontes: |               |        |

- Nota: Somente as primeiras cinco posições estão listadas. Entre 1981 e 1990 cada piloto podia computar onze resultados válidos por temporada não havendo descartes no mundial de construtores.